# McDonough (Georgia)
McDonough város az USA Georgia államában. Lakosainak száma 29 051 fő (2020. április 1.).

## Népesség
A település népességének változása:

| 2010 | 22 084 |
| 2020 | 29 051 |